# Aloe belavenokensis
Aloe belavenokensis är en grästrädsväxtart som först beskrevs av Werner Rauh och Gerold, och fick sitt nu gällande namn av Leonard Eric Newton och Gordon Douglas Rowley. Aloe belavenokensis ingår i släktet Aloe och familjen grästrädsväxter. Inga underarter finns listade i Catalogue of Life.